# Jonathan Pereira
Jonathan Pereira Rodríguez, deportivamente conocido como Jonathan Pereira (Vigo, Pontevedra, España, 12 de mayo de 1987) es un exfutbolista español. Jugaba como delantero.

## Trayectoria
Jonathan Pereira empezó en la cantera del Celta de Vigo, donde solo estuvo 2 años de alevines, jugó 4 años en el Santa Mariña de Cabral (Vigo), hasta que con 15 años el Villarreal se lo llevó para que jugara en sus equipos inferiores, con este mismo equipo debutó en primera división el 21 de octubre de 2006 contra el Levante Unión Deportiva con resultado de empate a 1 marcando él mismo el gol al minuto de saltar al campo, convirtiéndose en el jugador debutante que menos tiempo ha tardado en meter un gol.
En el mes de julio de 2007 el equipo amarillo lo cedió al Racing Club de Ferrol de la Segunda División de España por una temporada pero el equipo no logró mantener la categoría.
En el verano de 2008, fue seguido por varios equipos como el Racing de Santander, el Málaga Club de Fútbol o el Recreativo de Huelva, aunque todos pretendían su cesión ya que tenía contrato con el Villarreal C. F.. Finalmente fue cedido al Racing de Santander por una temporada hasta junio de 2009.
Jonathan pasó a la historia racinguista por ser el primer jugador que marca un gol en la Copa de la UEFA con el Racing de Santander. El partido fue el 18 de septiembre de 2008 en el Sardinero frente al FC Honka Espoo ganando el conjunto cántabro por 1 gol a 0. También marcó en el último partido que disputó el equipo cántabro en la competición europea frente al Manchester City en el Sardinero el 18 de diciembre de 2008.
Marcó el gol más rápido en la historia del Racing a los 24 segundos en el partido frente al Deportivo de la Coruña en Riazor el 8 de marzo de 2009.
Tras volver al Villarreal Club de Fútbol al finalizar la temporada 2009-2010 al terminar su cesión, el 19 de enero de 2010 fue fichado por el Real Betis Balompié por 3,4 millones de euros. Con el Real Betis Balompié en la temporada 2010/2011 consiguió ganar el campeonato de Segunda División, temporada en la que Pereira anota tres goles en dieciocho partidos, En la temporada 2012-2013 es cedido al Villarreal CF en el mercado invernal hasta final de temporada. Allí realiza un gran año y consigue el ascenso a Primera División, y el Villarreal CF consigue quedarse con el jugador gallego que firma un contrato hasta 2017.
En agosto de 2014 se marcha cedido por una temporada al Rayo Vallecano junto con su compañero Javier Aquino para disputar la temporada 2014/15. El 1 de enero de 2015 se confirmó la ruptura de la cesión al Rayo Vallecano y ese mismo día fue cedido al Real Valladolid.
El 18 de septiembre de 2015 se confirmó el fichaje del jugador por parte del CD Lugo el cual se encontraba sin equipo.
En el verano de 2016 el Real Oviedo se hizo con los servicios del jugador.
En el verano de 2017 fichó por la Asociación Deportiva Alcorcón por 2 temporadas.

## Selección nacional
Ha sido internacional con las selecciones inferiores. Fue subcampeón de Europa Sub-17 en 2004
También jugó en dos ocasiones con la selección gallega de fútbol.

## Récords
El 4 de agosto de 2011, disputó un amistoso de pretemporada con el Real Betis contra el Neath galés, marcando en ese partido 7 goles que le colocaron en el quinto puesto del ranking de goles en un partido marcados por un jugador, por debajo de Pelé (8 goles en un partido), Voskamp (8), Nielsen (10) y Thompson (13).

## Clubes
Actualizado al último partido disputado el 23 de febrero de 2020.
| Club                         | País          | Año           | Part. | Goles |
| ---------------------------- | ------------- | ------------- | ----- | ----- |
| Villarreal B                 | España        | 2004 - 2006   | 55    | 29    |
| Villarreal C. F.             | España        | 2006 - 2007   | 5     | 1     |
| Racing de Ferrol (cedido)    | España        | 2007 - 2008   | 39    | 11    |
| Racing de Santander (cedido) | España        | 2008 - 2009   | 41    | 8     |
| Villarreal C. F.             | España        | 2009 - 2010   | 10    | 1     |
| Real Betis Balompié          | España        | 2010 - 2012   | 80    | 16    |
| Villarreal C. F.             | España        | 2012 - 2014   | 61    | 12    |
| Rayo Vallecano (cedido)      | España        | 2014          | 5     | 1     |
| Real Valladolid (cedido)     | España        | 2015          | 20    | 6     |
| Villarreal C. F.             | España        | 2015          | -     | -     |
| C. D. Lugo                   | España        | 2015 - 2016   | 36    | 9     |
| Real Oviedo                  | España        | 2016 - 2017   | 15    | 2     |
| A. D. Alcorcón               | España        | 2017 - 2019   | 64    | 8     |
| Club Gimnàstic de Tarragona  | España        | 2019 - 2021   | 17    | 1     |
| Total carrera                | Total carrera | Total carrera | 451   | 105   |